# Egri Norma
Az Egri Norma a magyar szegénygondozás különleges formája volt a két világháború közötti Magyarországon. Az 1927-es alapítás után 9 évvel, 1936-ban a rendszer a Magyar Norma nevet kapta és az egész országra kiterjesztették. 1950-ig működött.
Az Egri Norma kidolgozója Oslay József Osvald, 1927-ben az egri ferences rendház elöljárója.

## Az Egri Norma háttere
Mielőtt Oslay József Osvald megalapította volna az Egri Normát, közel két évtizedig tanulmányozta a magyar szegénygondozás helyzetét országszerte, ahol csak papként, szerzetesként működött. A szegénygondozással kapcsolatos elképzeléseit 1927 augusztusában tárta Szmrecsányi Lajos egri érsek elé, akitől támogatást kapott. Ezután néhány rendtársát is beavatta a tervébe, majd egész ősszel szociális kérdésekkel foglalkozott a heti rendszerességgel megtartott konferenciabeszédeiben, az egri ferences templomban. Beszédeivel mintegy előkészítette egy új szegénypolitika bevezetését Egerben. Úgy gondolta, a szegénygondozás csak összefogással működhet jól. Szükséges, hogy a Szegényügyi Hivatal, az Adománygyűjtő Hölgybizottság és az újonnan megalakuló Ferences Szegénygondozó Nővérek közössége együttműködjön.

## Ferences Szegénygondozó Nővérek
Az Egri Norma elindulása szorosan összefonódik egy új szerzetesi közösség, a Ferences Szegénygondozó Nővérek kongregációjának megalapításával.
1927. november 22-én jelentette be, hogy Szent Ferenc harmadrendjének 6 tagja, immár valódi szerzetesként, életét a szegények szolgálatának szenteli. Ezzel létrejött a Ferences Szegénygondozó Nővérek szerzetesi közössége. Az alapítók Páhok Mária (Franciska nővér) és Krómann Mária (Mária Magdolna nővér) voltak.

## Működés
Az Egri Norma különleges módon képzelte el a szegények, rászorultak gondozását.
"Az Egri Norma városi, hatósági, társadalmi és vallási összefogásból származó, állandó otthoni karitatív munka, amellyel végleges testi, lelki gondozást nyernek a helybeli ínségesek és szegények: továbbá betegségükben ápolást, utolsó óráikban felekezet szerinti vigaszt, tisztességes végtiszteletet s a temetőben sírjaiknak virágos őrizetét. E leíró meghatározásban benne van az Egri Norma teljessége, az egész ember keresése, aki társadalmilag és életsorsilag megelégedett, lelkében pedig vigaszt és békét élvező, mert talált mentő, védő és szerető nővért, aki neki mindene – Isten után – a földön."
Mindehhez Oslay szerint úgynevezett kardinális alapok szükségesek, melyek a következők:
Az első a Szegényügyi Bizottság és a Szegényügyi Hivatal, a második az Adománygyűjtő Hölgybizottság, a harmadik pedig a Ferences Szegénygondozó Nővérek létrehozása.